# Les McKay
James Leslie Darcy McKay, detto Les (Sydney, 27 maggio 1917 – 22 marzo 1981), è stato un pallanuotista australiano, che ha partecipato alle Olimpiadi del 1948.
Al torneo olimpico, ha avuto l'onore di essere il portabandiera dell'Australia alla cerimonia di apertura, diventando il quinto giocatore di pallanuoto ad essere un portabandiera alle cerimonie di apertura e chiusura delle Olimpiadi.